# پاتریشیا ولاسکوئز
پاتریشیا ولاسکوئز (به انگلیسی: Patricia Velásquez) (زاده ۳۱ ژانویه ۱۹۷۱) بازیگر و مدل ونزوئلایی است.
پاتریشیا ولاسکوئز از سن ۲۵سالگی، یعنی از سال ۱۹۹۶تاکنون مشغول فعالیت است.
از فیلم‌های معروف او می‌توان به بازی در فیلم‌های مومیایی، بازگشت مومیایی، متعهد، لیز در سپتامبر اشاره کرد.

## زندگی شخصی
در سال ۲۰۰۲، پاتریشیا ولاسکوئز بنیاد Wayuu Taya را تأسیس کرد، یک سازمان غیرانتفاعی که به کمک به Wayuu، یک مردم بومی واقع در شمال غربی ونزوئلا و شمال کلمبیا اختصاص دارد. در سال ۲۰۱۰، پس از زلزله ویرانگر هائیتی، او کمیسیون بنیاد Wayuú Taya را به عنوان نماد امید ویژه برای جمع‌آوری پول برای قربانیان زلزله هائیتی انتخاب کرد. با این شعار فروخته شد: "H" را نزدیک به قلب خود نگه دارید—به امید هائیتی کمک کنید.
ولاسکز از دوست دختر سابقش لورن یک دختر به نام مایا دارد. آنها پس از هشت سال زندگی مشترک از هم جدا شدند.
در فوریه ۲۰۱۵، ولاسکوز خاطرات خود را به نام Straight Walk منتشر کرد و سفر خود را از فقر تا تحسین بین‌المللی به یاد می‌آورد. او به عنوان یک لزبین ظاهر شد و گفت که می‌خواهد نمونه ای از صداقت برای دخترش باشد.